# دومينيك أوبراين
أوبراين (بالإنجليزية: Dominic O'Brien)‏ هو بريطاني وبطل العالم للذاكرة 8 مرات خلال فترة 10 سنوات، ومؤلف الكتب المتعلقة بالذاكرة. دخل أوبراين مجال تدريب الذاكرة بالصدفة عندما شاهد رجلا يحفظ مجموعة من بطاقات لعبة البوكر على شاشة التلفاز عام 1987.

## وصلات خارجية
- دومينيك أوبراين على موقع IMDb (الإنجليزية)